# オーブリー・フィッチ (フリゲート)
| USS Aubrey Fitch FFG-34 |                                                                           |
| 艦歴                    |                                                                           |
| 発注:                   | 1978年1月23日                                                             |
| 起工:                   | 1981年4月10日                                                             |
| 進水:                   | 1981年10月17日                                                            |
| 就役:                   | 1982年10月9日                                                             |
| 退役:                   | 1997年12月12日                                                            |
| 除籍:                   | 1999年5月3日                                                              |
| その後:                 | 2004年3月26日スクラップとして廃棄                                         |
| 要目                    |                                                                           |
| 排水量                  | 基準：3,159t                                                              |
| 排水量                  | 満載：4,057t                                                              |
| 全長                    | 445 ft (136 m)                                                            |
| 全幅                    | 45.4 ft (13.8 m)                                                          |
| 吃水                    | 22 ft (6.7 m)                                                             |
| 機関                    | COGAG方式                                                                 |
| 機関                    | LM2500-30 ガスタービンエンジン（20,500shp）×2基                           |
| 機関                    | 可変ピッチプロペラ（5翔）×1軸                                             |
| 機関                    | 非常用旋回式スラスター（350hp）×2基                                       |
| 最大速                  | 29ノット以上                                                              |
| 航続距離                | 4,500海里（20ノット巡航時）                                               |
| 乗員                    | 206名（士官13名）                                                         |
| 兵装                    | Mk.75 76mm単装速射砲×1基                                                  |
| 兵装                    | Mk.38 25mm単装機関砲×2基                                                  |
| 兵装                    | Mk.15 20mm CIWS×1基                                                       |
| 兵装                    | M2 12.7mm単装機銃×4基                                                     |
| 兵装                    | Mk.13 Mod.4 ミサイル単装発射機×1基 *SM-1MR SAM *ハープーン SSM を発射可能 |
| 兵装                    | Mk.32 Mod.7 3連装短魚雷発射管×2基                                         |
| 艦載機                  | SH-2F シースプライト LAMPS ヘリコプター×1機 ※さらに1機搭載可能            |
| C4ISTAR                 | NTDS（JTDS+リンク 11/14）                                                 |
| C4ISTAR                 | Mk.92 FCS（SM-1MR、76mm砲用）                                             |
| C4ISTAR                 | AN/SQQ-89 ASWCS                                                           |
| センサ                  | AN/SPS-49対空捜索レーダー                                                 |
| センサ                  | AN/SPS-55対水上捜索レーダー                                               |
| センサ                  | AN/SQS-56船底装備ソナー                                                   |
| センサ                  | AN/SQR-19曳航ソナー                                                       |
| 電子戦                  | AN/SLQ-32(V)2 ESM装置                                                     |
| 電子戦                  | Mk.36 デコイ発射装置                                                      |
| モットー:               |                                                                           |

オーブリー・フィッチ (英語: USS Aubrey Fitch, FFG-34) は、アメリカ海軍のミサイルフリゲート。オリバー・ハザード・ペリー級ミサイルフリゲートの26番艦。艦名はオーブリー・フィッチ提督(1883 - 1978)に因む。

## 艦歴
オーブリー・フィッチは1978年1月23日にFY78プログラムの一部としてメイン州のバス鉄工所に建造発注され、1981年4月10日に起工する。1981年10月17日にフランチェスカ・フィッチ・ファーガソン夫人（フィッチ提督の孫娘）によって命名、進水し、1982年10月9日にフロイド・A・ウィークス艦長の指揮下就役した。1997年12月12日退役。